# Haplotaxis gordioides
Haplotaxis gordioides är en ringmaskart som först beskrevs av Hartman 1821.  Haplotaxis gordioides ingår i släktet Haplotaxis och familjen Haplotaxidae. Inga underarter finns listade i Catalogue of Life.